# Иккериц
Иккериц (нем. Ückeritz) — община в Германии, в земле Мекленбург-Передняя Померания.
Входит в состав района Восточная Передняя Померания. Подчиняется управлению Узедом-Зюд.  Население составляет 1035 человек (на 31 декабря 2010 года). Занимает площадь 13,85 км².